# أنطونيو هرنانديز غاليغوس
أنطونيو هرنانديز غاليغوس (بالإسبانية: Antonio Hernández Gallegos)‏ هو كاهن كاثوليكي مكسيكي، ولد في 4 يونيو 1912، وتوفي في 22 أكتوبر 1973.